# Kovácsné Csávássy-Fekete Mária
Kovácsné Csávássy-Fekete Mária, született Fekete Mária (Nagykároly, 1798 körül – Budapest, 1874. július 5.) színésznő, komika, a Nemzeti Színház tagja.

## Életútja
1816-ban lett színésznő a vidéken, majd pedig, amikor a Nemzeti Színház felépült, 1837. augusztus 22-én, már ő is annak egyik tagja volt. Mint komika, a kedveltebbek közé tartozott. A pályán 1854. október 4-ig működött, azután nyugalomba vonult. Az ábrándos vénleányok és tetszelgő koros hölgyek megszemélyesítője volt és e szerepkörben valóban kitűnőt produkált. Játékát elevenség és meleg kedély jellemezte. Szerepkörét mindig buzgósággal és a hivatottak talentumával töltötte be. Férje Kovács József színész volt.

## Főbb szerepei
- Katica (Vörösmarty Mihály: A fátyol titkai)
- Júlia dajkája (Shakespeare: Rómeó és Júlia)
- Krisztina (Selyemárus)
- Marianna (A párisi adós
- Tóti Dorka (Peleskei nótárius)
- Pergőné (Garabonciás diák)
- Ergerné (Két pisztoly)
- Korpádiné (Szökött katona)

## Könyve
- A kaméliák a sírboltban I–III. (Kovács Mária néven, Pest, 1858)

## Működési adatai
1828: Pest, Kassa, Eperjes, Sárospatak, Miskolc; 1829–30: Kassa, Eperjes, Kolozsvár, Debrecen; 1831: Kassa, Felvidék, Pest; 1832: Miskolc, Felvidék, Debrecen; 1833: Kassa, Kolozsvár, Nagyvárad; 1834: Kolozsvár, 1835: Kassa; 1836: Kassa, Füred, Miskolc, Székesfehérvár, Komárom.